# 埃尔南桑乔
埃尔南桑乔，是西班牙卡斯蒂利亚-莱昂阿维拉省的一个市镇。 总面积19km2, 总人口219人（2001年），人口密度12人/km2。